# Escuela de Matemáticas y Navegación de Moscú
La Escuela de Matemáticas y Navegación de Moscú (en ruso: Школа математических и навигацких наук) fue una institución educativa de Rusia fundada por Pedro el Grande en 1701, y situada en la Torre Sújarev. Es Moscú estuvo funcionando desde su fundación hasta 1715, por donde pasaron entre 300 y 500 alumnos. Prorcionaba educación técnica principalmente, y de ella egresaron marineros, ingenieros, cartógrafos y artilleros para apoyar la expansión marítima y militar de Pedro el Grande.
En su funcionamiento jugó un papel primordial Leonti Magnitski (Леонтий Магницкий), eminente matemático y autor del primer manual en ruso de Aritmética.
En 1715 la escuela se traslada a San Petersburgo, y será la base de la Academia Naval.